# Aerei della Aeronautica romena nella seconda guerra mondiale
Aerei impiegati dalla Forțele Aeriene Regale ale României durante la Seconda guerra mondiale.
N.B.: La Romania impiegò, per la maggior parte, velivoli di fabbricazione straniera.

## Caccia
- Dewoitine D.520
- Focke-Wulf Fw 190
- Hawker Hurricane  (preda bellica)
- Heinkel He 112
- IAR 80
- Messerschmitt Bf 109
- Messerschmitt Bf 110
- Mikoyan-Gurevich MiG-3 [[File:

Flag of the Soviet Union (1936 – 1955).svg|class=noviewer|
Unione Sovietica (bandiera)|border|20x16px]] (preda bellica)
- Polikarpov I-16 [[File:

Flag of the Soviet Union (1936 – 1955).svg|class=noviewer|
Unione Sovietica (bandiera)|border|20x16px]] (preda bellica)
- PZL P.11
- PZL P.24

## Bombardieri
- Avia B-200
- Bloch MB.210
- Bristol Blenheim  (preda bellica)
- Consolidated B-24 Liberator  (preda bellica)
- Dornier Do 17
- Heinkel He 111
- Henschel Hs 129
- IAR 37
- IAR 81
- Junkers Ju 87
- Junkers Ju 88
- Lioré-et-Oliviere LeO 20
- Potez 543
- Potez 633
- PZL.23 Karaś
- PZL.37 Łoś
- Savoia-Marchetti S.M.79 "Sparviero"  (In versione bimotore)

## Da addestramento
- Breguet Bre 19
- Bücker Bü 131 "Jungmann"
- Focke-Wulf Fw 44 "Stieglitz"
- Focke-Wulf Fw 58 "Weihe"
- Klemm Kl 35
- Messerschmitt Bf 108 "Taifun"
- Nardi FN.305
- Loire LGL 32 C.1
- PZL P.7

## Ricognitori
- Fiesler Fi 156 "Storch"
- Fleet 10
- IAR 38
- IAR 39
- Potez 25
- Potez 63.11
- RWD-13
- RWD-14 Czapla
- SET 7

## Idrovolanti
- Arado Ar 196
- CANT Z.501 "Gabbiano"
- Dornier Do 24
- Heinkel He 42
- Heinkel He 114
- Heinkel He 115
- Lublin R-XIII
- Savoia-Marchetti S.55

## Aerei da Trasporto
- Junkers Ju 52
- Junkers W 34
- Potez 650